# North Adams (Michigan)
North Adams is een plaats (village) in de Amerikaanse staat Michigan, en valt bestuurlijk gezien onder Hillsdale County.

## Demografie
Bij de volkstelling in 2000 werd het aantal inwoners vastgesteld op 514.
In 2006 is het aantal inwoners door het United States Census Bureau geschat op 499, een daling van 15 (-2,9%).

## Geografie
Volgens het United States Census Bureau beslaat de plaats een oppervlakte van
1,4 km², geheel bestaande uit land. North Adams ligt op ongeveer 363 m boven zeeniveau.

## Plaatsen in de nabije omgeving
De onderstaande figuur toont nabijgelegen plaatsen in een straal van 20 km rond North Adams.